# Сазоновка (Крым)
Сазо́новка (до 1945 года Кара́-Седжеу́т; укр. Сазонівка, крымскотат. Qara Secevut, Къара Седжевут) — исчезнувшее село в Ленинском районе Республики Крым, располагавшееся в центре района и Керченского полуострова, примерно в 2 км к югу от современного села Фонтан.

## История
По данным «Крымскотатарской энциклопедии», селение известно с 1550 года, но первое документальное упоминание села встречается в Камеральном Описании Крыма… 1784 года, судя по которому, в последний период Крымского ханства  Седжеут входил в Орта Керченский кадылык Кефинского каймаканства. После присоединения Крыма к России (8) 19 апреля 1783 года, (8) 19 февраля 1784 года, именным указом Екатерины II сенату, на территории бывшего Крымского Ханства была образована Таврическая область и деревня была приписана к Левкопольскому, а после ликвидации в 1787 году Левкопольского — к Феодосийскому уезду Таврической области. После Павловских реформ, с 1796 по 1802 год, входила в Акмечетский уезд Новороссийской губернии. По новому административному делению, после создания 8 (20) октября 1802 года Таврической губернии, Кара-Седжеут был включён в состав Кадыкелечинской волости Феодосийского уезда.
По Ведомости о числе селений, названиях оных, в них дворов… состоящих в Феодосийском уезде от 14 октября 1805 года, в деревне Седжеут числилось 10 дворов и 87 жителей. На военно-топографической карте генерал-майора Мухина 1817 года деревня Суджиут обозначена с 13 дворами. После реформы волостного деления 1829 года Караулы Джут, согласно «Ведомости о казённых волостях Таврической губернии 1829 года», отнесли к Чалтемирской волости (переименованной из Кадыкелечинской). На карте 1836 года в деревне 10 дворов. Видимо, вследствие эмиграции крымских татар в Турцию деревня опустела и на карте 1842 года Кара-Сиджеут обозначен условным знаком «малая деревня» (это означает, что в нём насчитывалось менее 5 дворов.
В 1860-х годах, после земской реформы Александра II, деревню приписали к Сарайминской волости. Согласно «Списку населённых мест Таврической губернии по сведениям 1864 года», составленному по результатам VIII ревизии 1864 года, Кара-Седжеут — владельческая татарская деревня с 15 дворами и 73 жителями при колодцах. По обследованиям профессора А. Н. Козловского начала 1860-х годов, в селении колодцы были глубиной 1—5 саженей (от 2 до 10 м), но в большинстве из них (около трёх четвертей) вода была «дурного качества». Также имелись ауты, которые высыхали в течение лета (Аут — небольшой пруд в степном Крыму, наполнявшийся дождевой и талой водой). На трёхверстовой карте Шуберта 1865—1876 года в деревне Кара-Седжеут обозначено 18 дворов.
По «Памятной книге Таврической губернии 1889 года», включившей результаты Х ревизии 1887 года, в деревне Кара-Седжеут, уже Петровской волости, числилось 10 дворов и 80 жителей. По «…Памятной книжке Таврической губернии на 1892 год» в Кара-Седжеуте, входившем в Ташлыярское сельское общество, числился 61 житель в 6 домохозяйствах, а в безземельном Кара-Седжеуте, не входившем в сельское общество — 100 жителей, домохозяйств не имеющих. По «…Памятной книжке Таврической губернии на 1902 год», в деревне Кара-Седжеут, входившей в Ташлыярское сельское общество, числилось 106 жителей в 30 домохозяйствах. По Статистическому справочнику Таврической губернии. Ч.II-я. Статистический очерк, выпуск пятый Феодосийский уезд, 1915 год, в деревне Кара-Седжеут Петровской волости Феодосийского уезда числилось 29 дворов (10 дворов с землёй, 19 — безземельные) с татарским населением в количестве 109 человек приписных жителей и 33 «посторонних», из которых 67 мужчин и 75 женщин. Жители владели 962 десятинами удобной земли. В хозяйствах имелось 108 лошадей, 72 вола, 48 коров и 800 голов овец, свиней, или коз.
После установления в Крыму Советской власти, по постановлению Крымревкома, 25 декабря 1920 года был образован Керченский (степной) уезд, а, постановлением ревкома № 206 «Об изменении административных границ» от 8 января 1921 года была упразднена волостная система и село вошло в состав Петровского района Керченского уезда, а в 1922 году уезды получили название округов. 11 октября 1923 года, согласно постановлению ВЦИК, в административное деление Крымской АССР были внесены изменения, в результате которых округа были отменены, Петровский район упразднили, влив в Керченский район. Согласно Списку населённых пунктов Крымской АССР по Всесоюзной переписи 17 декабря 1926 года, в селе Кара-Седжеут, центре Кара-Седжеутского сельсовета Керченского района, числилось 38 дворов, все крестьянские, население составляло 159 человек, из них 150 татар и 9 болгар, действовала татарская школа I ступени (пятилетка). Постановлением ВЦИК «О реорганизации сети районов Крымской АССР» от 30 октября 1930 года (по другим сведениям 15 сентября 1931 года) Керченский район упразднили и село включили в состав Ленинского. По данным всесоюзной переписи населения 1939 года в селе проживал 121 человек. На подробной карте РККА Керченского полуострова 1941 года в селении отмечено 14 дворов.
В 1944 году, после освобождения Крыма от фашистов, согласно Постановлению ГКО СССР № 5859 от 11 мая 1944 года, 18 мая крымские татары были депортированы в Среднюю Азию. Указом Президиума Верховного Совета РСФСР от 21 августа 1945 года Кара-Саитжеут был переименован в Сазоновку и Кара-Саитжеутский сельсовет — в Сазоновский. С 25 июня 1946 года селение в составе Крымской области РСФСР, а 26 апреля 1954 года Крымская область была передана из состава РСФСР в состав УССР. Время упразднения сельсовета и включения в Ленинский пока не установлено: на 15 июня 1960 года село уже числилось в составе. Исключена из учётных данных в 1964 году (согласно справочнику «Крымская область. Административно-территориальное деление на 1 января 1968 года» — в период с 1954 по 1968 год, как село Ленинского сельсовета).

### Динамика численности населения
| - 1805 год — 87 чел. - 1864 год — 73 чел. - 1889 год — 80 чел. - 1892 год — 161 чел. | - 1902 год — 106 чел. - 1915 год — 109/33 чел. - 1926 год — 159 чел. - 1939 год — 121 чел. |